# Snowboard-Weltcup 2012/13
Der Snowboard-Weltcup 2012/13 begann am 25. August 2012 im neuseeländischen Cardrona und endet am 27. März 2012 im spanischen Sierra Nevada. Bei den Männern werden 32 Wettbewerbe ausgetragen (7 Parallel-Riesenslalom, 4 Parallel-Slalom, 9 Snowboardcross, 4 Slopestyle, 5 Halfpipe und 3 Big Air). Bei den Frauen sind es 29 ausgetragene Wettbewerbe (7 Parallel-Riesenslalom, 4 Parallel-Slalom, 9 Snowboardcross, 4 Slopestyle und 5 Halfpipe).

## Männer

### Podestplätze Männer
PGS = Parallel-Riesenslalom

PSL = Parallelslalom

SBX = Snowboardcross

SBS = Slopestyle

HP = Halfpipe

BA = Big Air
| Datum                                                             | Austragungsort  | Disz.    | Sieger                      | Zweiter                 | Dritter              |
| ----------------------------------------------------------------- | --------------- | -------- | --------------------------- | ----------------------- | -------------------- |
| 26. August 2012                                                   | Cardrona        | HP       | Ryō Aono                    | Shuhei Sato             | Yiwei Zhang          |
| 27. Oktober 2012                                                  | London          | BA       | Wettkampf abgesagt          | Wettkampf abgesagt      | Wettkampf abgesagt   |
| 10. November 2012                                                 | Antwerpen       | BA       | Seppe Smits                 | Clemens Schattschneider | Patrick Burgener     |
| 17. November 2012                                                 | Stockholm       | BA       | Wettkampf abgesagt          | Wettkampf abgesagt      | Wettkampf abgesagt   |
| 7. Dezember 2012                                                  | Montafon        | SBX      | Omar Visintin               | Markus Schairer         | Nick Baumgartner     |
| 8. Dezember 2012                                                  | Montafon        | SBX Team | Vereinigte Staaten 2        | Italien 1               | Österreich 1         |
| 8. Dezember 2012                                                  | Ruka            | HP       | Wettkampf abgesagt          | Wettkampf abgesagt      | Wettkampf abgesagt   |
| 14. Dezember 2012                                                 | Telluride       | SBX      | Seth Wescott                | Alex Pullin             | Christopher Robanske |
| 17. Dezember 2012                                                 | Telluride       | SBX Team | Vereinigte Staaten 1        | Italien 1               | Österreich 2         |
| 21. Dezember 2012                                                 | Carezza         | PGS      | Andreas Prommegger          | Lukas Mathies           | Vic Wild             |
| 11. Januar 2013                                                   | Bad Gastein     | PSL      | Andreas Prommegger          | Roland Fischnaller      | Žan Košir            |
| 11. Januar 2013                                                   | Copper Mountain | SBS      | Charles Guldemond           | Roope Tonteri           | Peetu Piiroinen      |
| 12. Januar 2013                                                   | Bad Gastein     | PSL      | Žan Košir                   | Roland Fischnaller      | Aaron March          |
| 12. Januar 2013                                                   | Copper Mountain | HP       | Nathan Johnstone            | Luke Mitrani            | Louie Vito           |
| 17. bis 27. Januar 2013 Snowboard-Weltmeisterschaften in Stoneham |                 |          |                             |                         |                      |
| 1. Februar 2013                                                   | Park City       | HP       | Shaun White                 | Scotty Lago             | Luke Mitrani         |
| 2. Februar 2013                                                   | Blue Mountain   | SBX      | Christopher Robanske        | Alex Pullin             | Nick Baumgartner     |
| 2. Februar 2013                                                   | Sudelfeld       | PGS      | Wettkampf abgesagt          | Wettkampf abgesagt      | Wettkampf abgesagt   |
| 8. Februar 2013                                                   | Rogla           | PGS      | Roland Fischnaller          | Žan Košir               | Sylvain Dufour       |
| 9. Februar 2013                                                   | Kongsberg       | SBS      | Wettkampf abgesagt          | Wettkampf abgesagt      | Wettkampf abgesagt   |
| 11. Februar 2013                                                  | Sotschi         | SBS      | Wettkampf abgesagt          | Wettkampf abgesagt      | Wettkampf abgesagt   |
| 14. Februar 2013                                                  | Sotschi         | PGS      | Andreas Prommegger          | Ingemar Walder          | Rok Flander          |
| 14. Februar 2013                                                  | Sotschi         | HP       | Taku Hiraoka                | Iouri Podladtchikov     | Scotty Lago          |
| 15. Februar 2013                                                  | Sotschi         | PSL      | Wettkampf abgesagt          | Wettkampf abgesagt      | Wettkampf abgesagt   |
| 17. Februar 2013                                                  | Sotschi         | SBX      | Alessandro Hämmerle         | Alex Deibold            | Markus Schairer      |
| 23. Februar 2013                                                  | Moskau          | PSL      | Stanislaw Detkow            | Nevin Galmarini         | Roland Fischnaller   |
| 9. März 2013                                                      | Arosa           | SBX      | Alex Pullin                 | Nate Holland            | Lucas Eguibar        |
| 10. März 2013                                                     | Arosa           | PGS      | Rok Marguc                  | Matthew Morison         | Anton Unterkofler    |
| 16. März 2013                                                     | Špindlerův Mlýn | SBS      | Torstein Horgmo             | Ståle Sandbech          | Sven Thorgren        |
| 16. März 2013                                                     | La Molina       | PGS      | Andreas Prommegger          | Siegfried Grabner       | Philipp Schoch       |
| 16. März 2013                                                     | Veysonnaz       | SBX      | Mateusz Ligocki Alex Pullin |                         | Alessandro Hämmerle  |
| 17. März 2013                                                     | Veysonnaz       | SBX Team | Kanada 1                    | Vereinigte Staaten 1    | Vereinigte Staaten 2 |
| 20. März 2013                                                     | Sierra Nevada   | PGS      | Wettkampf abgesagt          | Wettkampf abgesagt      | Wettkampf abgesagt   |
| 21. März 2013                                                     | Sierra Nevada   | SBX      | Pierre Vaultier             | Markus Schairer         | Omar Visintin        |
| 26. März 2013                                                     | Sierra Nevada   | SBS      | Yuki Kadono                 | Maxence Parrot          | Billy Morgan         |
| 27. März 2013                                                     | Sierra Nevada   | HP       | Janne Korpi                 | Ayumu Nedefuji          | Shuhei Sato          |

### Weltcupstände Männer
| Rang | Name               | Punkte |
| ---- | ------------------ | ------ |
| 1    | Andreas Prommegger | 4660   |
| 2    | Roland Fischnaller | 3990   |
| 3    | Žan Košir          | 3410   |
| 4    | Ingemar Walder     | 2440   |
| 5    | Nevin Galmarini    | 2330   |

| Rang | Name               | Punkte |
| ---- | ------------------ | ------ |
| 1    | Andreas Prommegger | 3660   |
| 2    | Roland Fischnaller | 2280   |
| 3    | Rok Marguc         | 2100   |
| 4    | Ingemar Walder     | 2030   |
| 5    | Žan Košir          | 1810   |

| Rang | Name               | Punkte |
| ---- | ------------------ | ------ |
| 1    | Roland Fischnaller | 2200   |
| 2    | Žan Košir          | 1617   |
| 3    | Aaron March        | 1500   |
| 4    | Andreas Prommegger | 1400   |
| 5    | Stanislaw Detkow   | 1230   |

| Rang | Name                | Punkte |
| ---- | ------------------- | ------ |
| 1    | Alex Pullin         | 4550   |
| 2    | Markus Schairer     | 3500   |
| 3    | Omar Visintin       | 2880   |
| 4    | Alessandro Hämmerle | 2692   |
| 5    | Nick Baumgartner    | 2520   |

| Rang | Name           | Punkte |
| ---- | -------------- | ------ |
| 1    | Janne Korpi    | 2360   |
| 2    | Scotty Lago    | 1960   |
| 3    | Yiwei Zhang    | 1900   |
| 4    | Shuhei Sato    | 1620   |
| 5    | Maxence Parrot | 1600   |

| Rang | Name             | Punkte |
| ---- | ---------------- | ------ |
| 1    | Scotty Lago      | 1960   |
| 2    | Yiwei Zhang      | 1900   |
| 3    | Shuhei Sato      | 1620   |
| 4    | Luke Mitrani     | 1500   |
| 5    | Nathan Johnstone | 1480   |

| Rang | Name            | Punkte |
| ---- | --------------- | ------ |
| 1    | Yuki Kadono     | 1400   |
| 2    | Sven Thorgren   | 1250   |
| 3    | Torstein Horgmo | 1220   |
| 4    | Maxence Parrot  | 1200   |
| 5    | Ståle Sandbech  | 1120   |

| Rang | Name                    | Punkte |
| ---- | ----------------------- | ------ |
| 1    | Seppe Smits             | 1000   |
| 2    | Clemens Schattschneider | 800    |
| 3    | Patrick Burgener        | 600    |
| 4    | Roope Tonteri           | 500    |
| 5    | Janne Korpi             | 450    |

## Frauen

### Podestplätze Frauen
PGS = Parallel-Riesenslalom

PSL = Parallelslalom

SBX = Snowboardcross

SBS = Slopestyle

HP = Halfpipe
| Datum                                                             | Austragungsort  | Disz.    | Sieger                  | Zweiter             | Dritter                 |
| ----------------------------------------------------------------- | --------------- | -------- | ----------------------- | ------------------- | ----------------------- |
| 26. August 2012                                                   | Cardrona        | HP       | Kelly Clark             | Sophie Rodriguez    | Queralt Castellet       |
| 7. Dezember 2012                                                  | Montafon        | SBX      | Dominique Maltais       | Raffaella Brutto    | Belle Brockhoff         |
| 8. Dezember 2012                                                  | Montafon        | SBX Team | Österreich              | Frankreich 2        | Frankreich 1            |
| 8. Dezember 2012                                                  | Ruka            | HP       | Wettkampf abgesagt      | Wettkampf abgesagt  | Wettkampf abgesagt      |
| 14. Dezember 2012                                                 | Telluride       | SBX      | Dominique Maltais       | Maelle Ricker       | Aleksandra Schekowa     |
| 17. Dezember 2012                                                 | Telluride       | SBX Team | Kanada 1                | Schweiz             | Italien                 |
| 21. Dezember 2012                                                 | Carezza         | PGS      | Tomoka Takeuchi         | Caroline Calve      | Anke Karstens           |
| 11. Januar 2013                                                   | Bad Gastein     | PSL      | Amelie Kober            | Marion Kreiner      | Claudia Riegler         |
| 11. Januar 2013                                                   | Copper Mountain | SBS      | Jamie Anderson          | Kjersti Buaas       | Isabel Derungs          |
| 12. Januar 2013                                                   | Bad Gastein     | PSL      | Patrizia Kummer         | Julia Dujmovits     | Swetlana Boldykowa      |
| 12. Januar 2013                                                   | Copper Mountain | HP       | Torah Bright            | Kelly Clark         | Queralt Castellet       |
| 17. bis 27. Januar 2013 Snowboard-Weltmeisterschaften in Stoneham |                 |          |                         |                     |                         |
| 1. Februar 2013                                                   | Park City       | HP       | Jiayu Liu               | Arielle Gold        | Kaitlyn Farrington      |
| 2. Februar 2013                                                   | Blue Mountain   | SBX      | Eva Samková             | Dominique Maltais   | Nelly Moenne-Loccoz     |
| 2. Februar 2013                                                   | Sudelfeld       | PGS      | Wettkampf abgesagt      | Wettkampf abgesagt  | Wettkampf abgesagt      |
| 8. Februar 2013                                                   | Rogla           | PGS      | Jekaterina Tudegeschewa | Nicolien Sauerbreij | Claudia Riegler         |
| 9. Februar 2013                                                   | Kongsberg       | SBS      | Wettkampf abgesagt      | Wettkampf abgesagt  | Wettkampf abgesagt      |
| 11. Februar 2013                                                  | Sotschi         | SBS      | Wettkampf abgesagt      | Wettkampf abgesagt  | Wettkampf abgesagt      |
| 14. Februar 2013                                                  | Sotschi         | PGS      | Marion Kreiner          | Amelie Kober        | Ariane Lavigne          |
| 14. Februar 2013                                                  | Sotschi         | HP       | Kelly Clark             | Holly Crawford      | Sophie Rodriguez        |
| 15. Februar 2013                                                  | Sotschi         | PSL      | Wettkampf abgesagt      | Wettkampf abgesagt  | Wettkampf abgesagt      |
| 17. Februar 2013                                                  | Sotschi         | SBX      | Michela Moioli          | Nelly Moenne-Loccoz | Helene Olafsen          |
| 23. Februar 2013                                                  | Moskau          | PSL      | Caroline Calve          | Aleksandra Król     | Jekaterina Tudegeschewa |
| 9. März 2013                                                      | Arosa           | SBX      | Dominique Maltais       | Michela Moioli      | Maëlle Ricker           |
| 10. März 2013                                                     | Arosa           | PGS      | Hilde Katrine Engeli    | Patrizia Kummer     | Caroline Calve          |
| 16. März 2013                                                     | Špindlerův Mlýn | SBS      | Enni Rukajärvi          | Sina Candrian       | Kjersti Buaas           |
| 16. März 2013                                                     | La Molina       | PGS      | Anke Karstens           | Marion Kreiner      | Patrizia Kummer         |
| 16. März 2013                                                     | Veysonnaz       | SBX      | Nelly Moenne-Loccoz     | Dominique Maltais   | Eva Samková             |
| 17. März 2013                                                     | Veysonnaz       | SBX Team | Kanada                  | Italien             | Vereinigte Staaten      |
| 20. März 2013                                                     | Sierra Nevada   | PGS      | Wettkampf abgesagt      | Wettkampf abgesagt  | Wettkampf abgesagt      |
| 21. März 2013                                                     | Sierra Nevada   | SBX      | Dominique Maltais       | Nelly Moenne-Loccoz | Maëlle Ricker           |
| 26. März 2013                                                     | Sierra Nevada   | SBS      | Wettkampf abgesagt      |                     |                         |
| 27. März 2013                                                     | Sierra Nevada   | HP       | Sophie Rodriguez        | Liu Jiayu           | Ursina Haller           |

### Weltcupstände Frauen
| Rang | Name                    | Punkte |
| ---- | ----------------------- | ------ |
| 1    | Patrizia Kummer         | 3750   |
| 2    | Marion Kreiner          | 3580   |
| 3    | Caroline Calve          | 3370   |
| 4    | Jekaterina Tudegeschewa | 3000   |
| 5    | Amelie Kober            | 2720   |

| Rang | Name                    | Punkte |
| ---- | ----------------------- | ------ |
| 1    | Marion Kreiner          | 2512   |
| 2    | Patrizia Kummer         | 2480   |
| 3    | Tomoka Takeuchi         | 2310   |
| 4    | Jekaterina Tudegeschewa | 2210   |
| 5    | Caroline Calve          | 2125   |

| Rang | Name                    | Punkte |
| ---- | ----------------------- | ------ |
| 1    | Patrizia Kummer         | 1690   |
| 2    | Amelie Kober            | 1600   |
| 3    | Caroline Calve          | 1390   |
| 4    | Marion Kreiner          | 1350   |
| 5    | Jekaterina Tudegeschewa | 1290   |

| Rang | Name                | Punkte |
| ---- | ------------------- | ------ |
| 1    | Dominique Maltais   | 5600   |
| 2    | Nelly Moenne Loccoz | 4150   |
| 3    | Michela Moioli      | 3170   |
| 4    | Maelle Ricker       | 2960   |
| 4    | Eva Samková         | 2960   |

| Rang | Name               | Punkte |
| ---- | ------------------ | ------ |
| 1    | Kelly Clark        | 3200   |
| 2    | Jiayu Liu          | 2660   |
| 3    | Sophie Rodriguez   | 2600   |
| 4    | Kaitlyn Farrington | 1820   |
| 5    | Queralt Castellet  | 1780   |

| Rang | Name               | Punkte |
| ---- | ------------------ | ------ |
| 1    | Kelly Clark        | 3200   |
| 2    | Jiayu Liu          | 2660   |
| 3    | Sophie Rodriguez   | 2600   |
| 4    | Kaitlyn Farrington | 1820   |
| 5    | Queralt Castellet  | 1780   |

| Rang | Name             | Punkte |
| ---- | ---------------- | ------ |
| 1    | Kjersti Buaas    | 1400   |
| 2    | Jamie Anderson   | 1000   |
| 3    | Enni Rukajärvi   | 1000   |
| 4    | Sina Candrian    | 815    |
| 5    | Šárka Pančochová | 720    |
| 5    | Silje Norendal   | 720    |